# 高波 (1979年)
高波，河北秦皇岛人，中华人民共和国政治人物、全国脱贫攻坚先进个人。

## 生平
2003年7月，毕业于吉林大学国际贸易专业。2005年7月，进入审计署工作。2015年7月，担任中央网信办规划财务局处长。2019年4月，任佛坪县委常委、佛坪县人民政府党组成员、副县长（挂职）。因在脱贫攻坚战中作出突出贡献，2021年2月25日全国脱贫攻坚总结表彰大会上，高波被授予“全国脱贫攻坚先进个人”。